# WWE 205 Live
205 Live foi um programa de televisão de luta livre profissional produzido pela WWE. É focado na divisão de pesos-médios da empresa, com todos os participantes tendo 205 libras (93 quilos) ou menos. O show estreou no WWE Network em 29 de novembro de 2016, logo após a exibição do SmackDown Live.

## História
O show especificamente inclui os lutadores que competiram no torneio do Cruiserweight Classic e outros que assinaram com a WWE para divisão de pesos-médios. Conforme descrito por Triple H, o programa foi concebido para servir como uma vitrine para a divisão, com a sua própria sensação e estilo em comparação com outros programas da WWE.
Originalmente o Raw era o programa exclusivo da divisão, mas nos meses que se seguiram, os lutadores pesos-médios também ganharam seu próprio show e começaram a trabalhar no NXT.
O programa estreou em 29 de novembro de 2016, no qual Rich Swann derrotou Brian Kendrick para ganhar o WWE Cruiserweight Championship.
Em 7 de Novembro de 2017, a Divisão do Reino Unido foi convidada para 0 205 Live. Esta seria a Estreia da maior parte da Divisão do Reino Unido, com Exceção de Pete Dunne, que Estreou na noite anterior no Raw.
Em Janeiro de 2018, Triple H assumiu o lado criativo do 205 Live. A Primeira das Mudanças sob Triple H Foi anunciada em 23 de Janeiro, com Daniel Bryan Anunciado que O Primeiro Gerente Geral do 205 Live Seria Anunciado na Semana Seguinte. O GM foi Revelado para Ser Drake Maverick (Anteriormente Conhecido como "Rockstar Spud" da Impact Wrestling). Ele Anunciou um Torneio de 16 Jogadores pelo WWE Cruiserweight Championship.

## Comentaristas
| Comentaristas                               | Datas                                            |
| ------------------------------------------- | ------------------------------------------------ |
| Mauro Ranallo Corey Graves e Austin Aries   | 29 de novembro de 2016 – 28 de fevereiro de 2017 |
| Mauro Ranallo e Corey Graves                | 7 de março de 2017                               |
| Tom Phillips e Corey Graves                 | 14 de março de 2017 - 6 de junho de 2017         |
| Vic Joseph e Corey Graves                   | 13 de junho de 2017 - 29 de agosto de 2017       |
| Vic Joseph e Nigel Mcguinness               | 5 de Setembro de 2017 - 3 de Abril de 2018       |
| Vic Joseph e Byron Saxton                   | 26 de Setembro de 2017                           |
| Vic Joseph e Percy Watson                   | 10 de Abril de 2018 - 17 de Abril de 2018        |
| Tom Phillips e Percy Watson                 | 19 de Junho de 2018                              |
| Vic Joseph Nigel Mcguinness e Percy Watson  | 24 de Abril de 2018 - 22 de Janeiro de 2019      |
| Vic Joseph Nigel Mcguinness e Aiden English | 22 de Janeiro de 2019                            |
| Vic Joseph e Aiden English                  | 23 de Julho de 2019                              |
| Vic Joseph Aiden English e Dio Maddin       | 10 de Setembro de 2019 - 24 de Setembro de 2019  |
| Tom Phillips e Aiden English                | 11 de Outubro de 2019 - 17 de Abril de 2019      |
| Byron Saxton e Corey Graves                 | 15 de Maio de 2020 - Presente                    |

## Gerente Geral
| Gerente Geral  | Datas                 | Notas |
| -------------- | --------------------- | ----- |
| Drake Maverick | 30 de Janeiro de 2018 |       |
| William Regal  | 12 de Abril de 2020   |       |